# 復活節彩蛋 (烏克蘭)

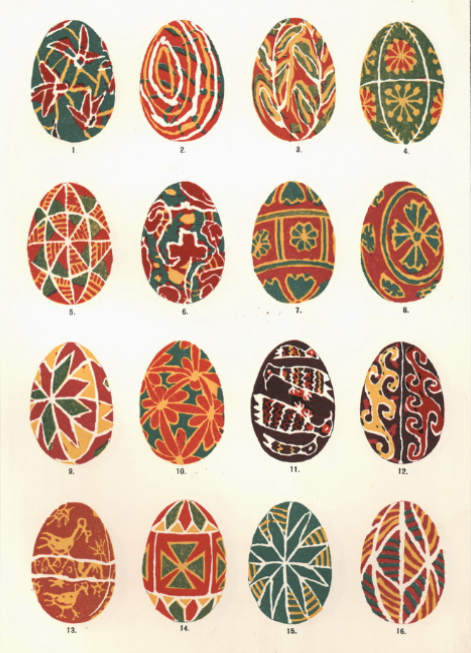
1899年，由卡特里娜·斯卡任所蒐集的紕繪蛋

烏克蘭的復活節彩蛋（羅馬化：pysanka），是烏克蘭文化裡一種使用蜂蠟彩繪的復活節彩蛋。

## 主要類型
- 繪字蛋（烏克蘭語：Писанка）
- 素色蛋（烏克蘭語：Крашанки, галунки）
- 蝕刻蛋（烏克蘭語：Витравлені яйця, травленки）
- 點綴蛋（烏克蘭語：Крапанки）
- 白紋蛋（烏克蘭語：Драпанки, скробанки）
- 禾稈蛋（烏克蘭語：Сламенки）
- 黏貼蛋（烏克蘭語：Наклеянки）
- 線紋蛋（烏克蘭語：Яйця, обплетені дротом）
- 彩蠟蛋（烏克蘭語：Яйця, розмальовані кольоровим воском）
- 圖繪蛋（烏克蘭語：Яйця з малюнками, мальованки）
- 繡繪蛋（烏克蘭語：Яйця-вишивки）
- 珠飾蛋（烏克蘭語：Бісерні, бісерки）
- 琉璃蛋（烏克蘭語：Скляні яйця）
- 彩紙蛋（烏克蘭語：Каскарони）
- 鏤刻蛋（烏克蘭語：Ажурні яйця）
- 珍寶蛋（烏克蘭語：Ювелірні яйця）

## 重要畫師
- 塔拉士·霍羅岱芝（烏克蘭語：Городецький_Тарас_Йосипович）
- 奧克莎娜·碧婁絲（烏克蘭語：Білоус_Оксана_Олексіївна）[1]
- 馬利雅·伊萬尼紳（烏克蘭語：Марія Іванишин）
- 特佳娜·科諾沃（烏克蘭語：Тетяна Коновал）
- 維拉·曼科（烏克蘭語：Віра Манько）[2]
- 柳芭·佩楚莎（烏克蘭語：Люба Петруша）[3]
- 柔雅·斯塔舒克（烏克蘭語：Зоя Сташук）[4]